# Хун'янцзи
ГЕС Хун'янцзи (红岩子电航工程) — гідроелектростанція на півдні Китаю у провінції Сичуань. Знаходячись між ГЕС Цзіньіньтай (вище по течії) та ГЕС Сіньчжен, входить до складу каскаду на річці Цзялін, лівій притоці Дзинша (верхня течія Янцзи).
У межах проєкту річку перекрили бетонною греблею висотою 62 метри та довжиною 762 метри. Вона утримує водосховище з нормальним рівнем поверхні на позначці 336 метрів НРМ та максимальним рівнем під час повені 347,9 метра НРМ.
У правобережній частині споруди облаштований судноплавний шлюз, а біля лівого берега знаходиться машинний зал. Тут встановили три бульбові турбіни потужністю по 30 МВт, які використовують напір від 3,7 до 11,4 метра (номінальний напір 9,5 метра) та забезпечують виробництво 425 млн кВт·год електроенергії на рік.
Видача продукції відбувається по ЛЕП, розрахованій на роботу під напругою 110 кВ.